# 荒井麻珠 トラベラーズミュージック
『荒井麻珠 トラベラーズミュージック』は、2022年1月4日から毎週火曜日の19時から放送されていた、エフエム北海道（AIR-G'）のラジオ番組。
| スタブアイコン | サブスタブ | この項目は、まだ閲覧者の調べものの参照としては役立たない、ラジオ番組に関連した書きかけの項目です。この項目を加筆・訂正などしてくださる協力者を求めています（P:ラジオ/PJ:放送番組）。 |